# Enrique Fernández Sánchez
Enrique Fernández Sánchez (Sietes, Villaviciosa, 1948) es un físico asturiano. Hijo de un profesor que murió cuando él tenía 11 años, fue a vivir a Gijón y posteriormente comenzó a estudiar Física en la Universidad de Oviedo aunque se acabó licenciando por la Universidad Complutense de Madrid, donde se doctoró en 1976. En 1979 se doctoró en la Universidad Purdue de Indiana. Desde 1987 es catedrático de Física Atómica Molecular y Nuclear en la Universidad Autónoma de Barcelona.
De 1976 a 1986 trabajó en experimentos de física de altas energías en el Laboratorio Nacional Fermi de Estados Unidos, entre 1989 y 1991 fue investigador en el CERN y desde 2002 en el laboratorio KEK de Japón. Ha sido presidente de la comisión European Committee for Future Accelerators (ECFA) y de la comisión HENAP (High Energy Neutrino Astrophysics Panel) y miembro de varias comisiones internacionales sobre planificación de la física de altas energías.
Desde 1992 es Director del Instituto de Física de Altas Energías de la Generalidad de Cataluña. Ha investigado en física de partículas con aceleradores, astrofísica de partículas, cosmología observacional y el desarrollo de un sistema de radiología digital.
En 1979 recibió el Premio Lark Horowitz en Física de la Purdue University. En 1994 fue galardonado con la Premio Narcís Monturiol al mérito científico de la Generalidad de Cataluña por sus contribuciones a la física de colisión electrón-positrón y por su labor de desarrollo de la física experimental de altas energías en Cataluña. Desde 1999 es miembro de la Real Academia de Ciencias Exactas, Físicas y Naturales.
Además Enrique ha escrito dos artículos para el País.